# Clément Servais
Clément Joseph Servais (Huy, 16 de outubro de 1862 – Bruxelas, 9 de outubro de 1935) foi um matemático belga, especialista em geometria.
In 1881 matriculou-se na Normal School of Sciences da Universidade de Ghent, onde graduou-se em 1884 e obteve a Agrégation. Lecionou então em Ypres e no ano seguinte lecionou no Athénée royal de Bruxelles, e depois de pouco tempo foi indicado docente para lecionar cursos de matemática na Escola de Engenharia Civil da Universidade de Ghent.
Em 1886 obteve um doutorado na Universidade de Ghent.
Em 15 de dezembro de 1919 foi eleito membro da Royal Academies for Science and the Arts of Belgium.
Foi palestrante convidado do Congresso Internacional de Matemáticos em Toronto (1924).

## Publicações selecionadas
- "Sur la courbure des biquadratiques gauches de première espèce." Nouvelles annales de mathématiques: journal des candidats aux écoles polytechnique et normale 11 (1911): 289–302.
- "Extension des théorèmes de Frégier aux courbes et aux surfaces algébriques." Nouvelles annales de mathématiques: journal des candidats aux écoles polytechnique et normale 12 (1912): 145–156.
- "Sur les axes de l'indicatrice et les centres de courbure principaux en un point d'une surface du second ordre." Nouvelles annales de mathématiques: journal des candidats aux écoles polytechnique et normale 14 (1914): 193–218.
- "Sur les surfaces tétraédrales symétriques." Nouvelles annales de mathématiques: journal des candidats aux écoles polytechnique et normale 19 (1919): 456–468.
- "Un théorème général sur les complexes." Nouvelles annales de mathématiques: journal des candidats aux écoles polytechnique et normale 20 (1920): 347–355.

## Bibliography
- Lembrechts, A. «Clément Servais (1862–1935)» (PDF). ugent.be (list of publications by C. Servais)